# 薩德爾角
53°1′S 73°29′E / 53.017°S 73.483°E
薩德爾角是南大洋的海岬，位於赫德島北岸，分隔科林蒂安灣和梅凱尼克灣，西面有挑戰者冰川，現時由南極條約體系管理。